# Luleå marina bevakningsområde
Luleå marina bevakningsområde (BoLu) var ett sjöbevakningsförband inom svenska marinen som verkade i olika former åren 1953–1983. Förbandsledningen var förlagd i Luleå garnison i Luleå.

## Historik
Luleå marina bevakningsområde med stab i Luleå var tidigare en del av Försvarsmakten. Förbandet sattes upp 1953 och underställdes Norrlandskustens marindistrikt fram till 1956. Åren 1957–1966 var förbandet underställt Marinkommando Nord. I samband med den reform som gjordes inom försvaret 1966, kom förbandet från 1966 att organiseras som ett kaderorganiserat krigsförband, underställt militärbefälhavaren (MB ÖN) för Övre Norrlands militärområde (Milo ÖN).
Inför försvarsbeslutet 1982 bestod Marinens fredsorganisation längs Norrlandskusten av två förband, Norrlands kustartilleriförsvar och Härnösands kustartilleriregemente (NK/KA 5) samt Luleå marina bevakningsområde (BoLu). Överbefälhavaren föreslog att de båda förbanden skulle upplösas och avvecklas senast 1985. Kvar skulle en mindre stab kvarstå för mobiliserings- och krigsplanläggning samt förvaltning av marinens krigsorganisation från Gävle till finska gränsen. Försvarsutskottet delade överbefälhavarens förslag om organisationsändringar inom marinen. Dock med undantag på Norrlands kustartilleriförsvar och Härnösands kustartilleriregemente (NK/KA 5), där man ansåg att förbandet skulle behållas, något som även regeringen ansåg. Det då en avveckling av NK/KA 5 skulle få betydande regional- och sysselsättningspolitiska konsekvenser. Dock så ansåg regeringen att Luleå marina bevakningsområde kunde upplösas och utgå ur fredsorganisationen, och att dess uppgifter övertas av NK/KA 5. Den 30 september 1983 upplöstes och avvecklades Luleå marina bevakningsområde.

## Verksamhet
Luleå marina bevakningsområde var åren 1973–1983 ett kaderorganiserat krigsförband, och hade ytövervakning av Bottenviken som sin primära uppgift. Utöver militära uppgifter ingick samverkan med följande civila myndigheter:
- Kustbevakningen genom fiske- och miljöövervakning i den svenska ekonomiska zonen.
- Tullen gällande smugglingsbekämpning.
- Sjöräddningen
- Sjöbevakningscentral

## Förläggningar och övningsplatser

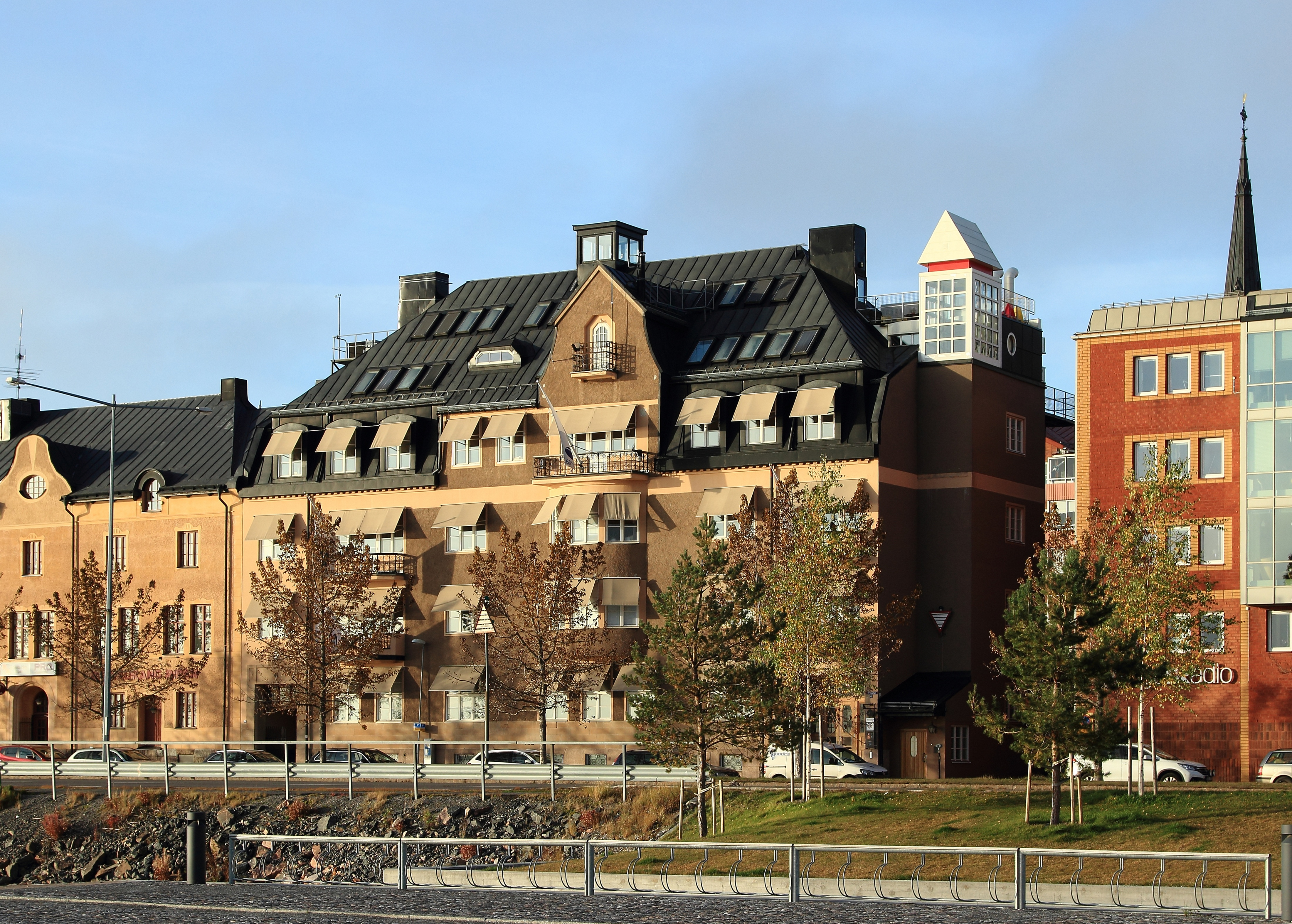
Stabsbyggnad för Luleå marina bevakningsområde

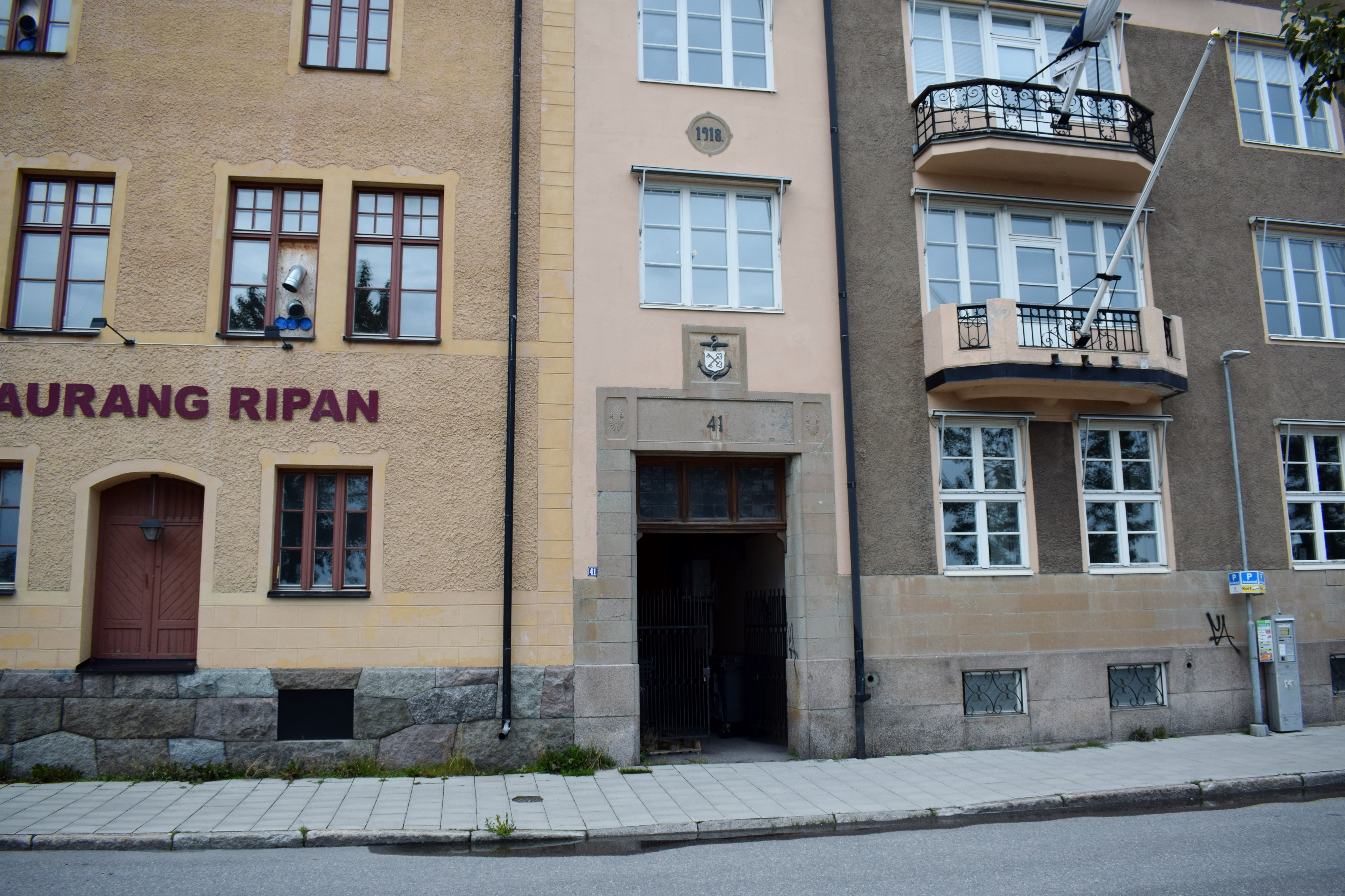
Entrén till stabsbyggnaden.

I samband med att Luleå marina bevakningsområde bildades, kom dess stab att förläggas till Varvsgatan 41 i Luleå. Fastigheten är uppförd 1918, och dess entré är prydd med Luleås stadsvapen ovanpå ett ankar. Byggnaden är troligtvis uppförd till Luleå kustposition, vilket bildades och förlades till staden 1914, för att sedan upplösas och avvecklas genom försvarsbeslutet 1925.

## Tjänstgöringstid för fartyg
- HMS M22

## Förbandschefer
Nedan återges förbandets chefer åren 1953–1983.

- 1953–1955: Kapten Bertil Åhlund
- 1955–1957: Kapten H L Wikström
- 1957–1964: Kapten S Björkman
- 1964–1969: Kommendörkapten 2. K Y Nilsson
- 1969–1974: Kommendörkapten Göran Almgren [6]
- 1974–1978: Örlogskapten Christer Heilborn [7]
- 1978–1982: Kommendörkapten Erwin Vetter
- 1982–1983: Örlogskapten Erik Hård

## Namn, beteckning och förläggningsort
| Luleå marina bevakningsområde | 1953-??-?? | – | 1983-09-30 |

| BoLu | 1953-??-?? | – | 1983-09-30 |

| Luleå garnison (F) | 1953-??-?? | – | 1983-09-30 |